# Gustavo del Prete
Gustavo Javier del Prete (Cipolletti, 12 de junio de 1996) es un futbolista argentino. Juega como delantero y su actual equipo es el Atlas Fútbol Club de la Primera División de México.

## Trayectoria

### Cipolletti
Fue formado en la cantera del Club Cipolletti. Hizo su debut el 2 de marzo de 2014 en un empate 0-0 contra el Racing de Olavarría.

### Montevideo City Torque
En enero de 2019 fichó por el Montevideo City Torque de la Segunda División Profesional de Uruguay. Fue el máximo goleador del Torque en la temporada 2019, por lo que el club se consagró campeón de segunda división y ganó el ascenso a la primera división para la temporada 2020. 
Marcó su primer gol en primera el 26 de febrero de 2020 en la victoria por 3-1 contra Fénix. También participó en la Copa Sudamericana 2021 (siendo eliminado en la fase de grupos) donde anotó 6 goles en 8 partidos jugados.

### Estudiantes de La Plata
En julio de 2021, después de varios idas y vueltas, fue contratado por Estudiantes de La Plata de la Primera División de Argentina, equipo que compró el 65% de su ficha perteneciente al Grupo City.
El 9 de agosto de 2021 marca su primer gol en la primera división del fútbol argentino a los 40' del segundo tiempo ante Central Córdoba (SdE) en el Estadio Único Madre de Ciudades.
El 15 de septiembre de 2021 en el Estadio 15 de Abril del Club Unión de Santa Fe y en calidad de visitante, a los 24 minutos del primer tiempo, marca de cabeza su segundo gol en Estudiantes.
El domingo 19 de septiembre de 2021, a los 39 minutos del partido, convierte en el Estadio Presbítero Bartolomé Grella otro gol para que Estudiantes le gane como visitante a Patronato por 2 a 1. En la fecha siguiente vuelve a marcar a los 19 minutos del primer tiempo en el empate 1 a 1 con Platense, en el Estadio UNO. El quinto gol de la temporada en el club lo realiza el 15 de octubre de 2021 a Defensa y Justicia en la ciudad de Florencio Varela, estadio Norberto Tomaghello, a los 6 minutos del complemento.
El viernes 19 de noviembre de 2021, en el Estadio UNO, consigue su primer doblete. Con sus goles a los 4 y 16 minutos del primer tiempo, Estudiantes vence a Huracán por 4 a 1.
A los pocos días, el 23 de noviembre, en el Estadio Malvinas Argentinas de Mendoza, concreta un golazo en el triunfo 3 a 1 como visitante ante Godoy Cruz.
En uno de los clásicos platenses más apasionantes de la historia, el 5 de diciembre de 2021, convierte el primer gol en el empate 4 a 4 de Estudiantes con Gimnasia en el Estadio Juan Carmelo Zerillo.
En enero de 2022, se menciona su nombre para una posible convocatoria a la selección argentina para la doble jornada final de eliminatorias para el mundial de fútbol en Catar.
En junio de 2022, con 26 años, Gustavo del Prete es transferido a Pumas de la UNAM a cambio de 4.5 millones de dólares. Deja Estudiantes de la Plata con una estadística de 45 partidos disputados, 8 asistencias y 14 goles (2 en Copa Libertadores 2022).

### Pumas de la UNAM
El 13 de junio de 2022 se presenta oficialmente en la institución del Club Universidad Nacional, equipo conocido como los Pumas de la UNAM de México.
El 9 de julio de 2022 consigue su primer gol en Pumas.

### Mazatlán Fútbol Club
En enero de 2024 se realiza su traspaso a préstamo al Mazatlán Fútbol Club de la Primera División de México.  

## Estadísticas

### Clubes
Actualizado de acuerdo al último partido jugado el 17 de agosto de 2025.
| Club                              | Div.          | Temporada     | Liga  | Liga  | Liga   | Copas nacionales | Copas nacionales | Copas nacionales | Torneos internacionales | Torneos internacionales | Torneos internacionales | Total | Total | Total  |
| Club                              | Div.          | Temporada     | Part. | Goles | Asist. | Part.            | Goles            | Asist.           | Part.                   | Goles                   | Asist.                  | Part. | Goles | Asist. |
| --------------------------------- | ------------- | ------------- | ----- | ----- | ------ | ---------------- | ---------------- | ---------------- | ----------------------- | ----------------------- | ----------------------- | ----- | ----- | ------ |
| Club Cipolletti Argentina         | 3.ª           | 2013-14       | 6     | 0     | 0      | —                | —                | —                | —                       | —                       | —                       | 6     | 0     | 0      |
| Club Cipolletti Argentina         | 3.ª           | 2014          | 4     | 1     | 0      | 1                | 0                | 0                | —                       | —                       | —                       | 5     | 1     | 0      |
| Club Cipolletti Argentina         | 3.ª           | 2015          | 11    | 1     | 0      | —                | —                | —                | —                       | —                       | —                       | 11    | 1     | 0      |
| Club Cipolletti Argentina         | 3.ª           | 2016          | 10    | 0     | 0      | 1                | 0                | 0                | —                       | —                       | —                       | 11    | 0     | 0      |
| Club Cipolletti Argentina         | 3.ª           | 2016-17       | 21    | 1     | 1      | 2                | 0                | 0                | —                       | —                       | —                       | 23    | 1     | 1      |
| Club Cipolletti Argentina         | 3.ª           | 2017-18       | 15    | 1     | 1      | 3                | 0                | 0                | —                       | —                       | —                       | 18    | 1     | 1      |
| Club Cipolletti Argentina         | 3.ª           | 2018-19       | 12    | 4     | 2      | 1                | 0                | 0                | —                       | —                       | —                       | 13    | 4     | 2      |
| Club Cipolletti Argentina         | Total club    | Total club    | 79    | 8     | 4      | 8                | 0                | 0                | 0                       | 0                       | 0                       | 87    | 8     | 4      |
| Montevideo City Torque · Uruguay  | 2.ª           | 2019          | 22    | 10    | 1      | —                | —                | —                | —                       | —                       | —                       | 22    | 10    | 1      |
| Montevideo City Torque · Uruguay  | 1.ª           | 2020          | 32    | 10    | 4      | —                | —                | —                | —                       | —                       | —                       | 32    | 10    | 4      |
| Montevideo City Torque · Uruguay  | 1.ª           | 2021          | 7     | 4     | 0      | —                | —                | —                | 8                       | 6                       | 1                       | 15    | 10    | 1      |
| Montevideo City Torque · Uruguay  | Total club    | Total club    | 61    | 24    | 5      | 0                | 0                | 0                | 8                       | 6                       | 1                       | 69    | 30    | 6      |
| Estudiantes de La Plata Argentina | 1.ª           | 2021          | 24    | 9     | 3      | —                | —                | —                | —                       | —                       | —                       | 24    | 9     | 3      |
| Estudiantes de La Plata Argentina | 1.ª           | 2022          | 1     | 0     | 0      | 11               | 3                | 3                | 9                       | 2                       | 2                       | 21    | 5     | 5      |
| Estudiantes de La Plata Argentina | Total club    | Total club    | 25    | 9     | 3      | 11               | 3                | 3                | 9                       | 2                       | 2                       | 45    | 14    | 8      |
| Pumas de la UNAM · México         | 1.ª           | 2022-23       | 32    | 5     | 3      | —                | —                | —                | —                       | —                       | —                       | 32    | 5     | 3      |
| Pumas de la UNAM · México         | 1.ª           | 2023-24       | 19    | 2     | 1      | —                | —                | —                | 3                       | 0                       | 0                       | 22    | 2     | 1      |
| Pumas de la UNAM · México         | Total club    | Total club    | 51    | 7     | 4      | 0                | 0                | 0                | 3                       | 0                       | 0                       | 54    | 7     | 4      |
| Mazatlán F. C. · México           | 1.ª           | C-2024        | 15    | 3     | 1      | —                | —                | —                | —                       | —                       | —                       | 15    | 3     | 1      |
| Mazatlán F. C. · México           | 1.ª           | A-2024        | 3     | 1     | 0      | —                | —                | —                | 3                       | 0                       | 2                       | 6     | 1     | 2      |
| Mazatlán F. C. · México           | Total club    | Total club    | 18    | 4     | 1      | 0                | 0                | 0                | 3                       | 0                       | 2                       | 21    | 4     | 3      |
| Atlas F. C. · México              | 1.ª           | C-2025        | 14    | 1     | 1      | —                | —                | —                | —                       | —                       | —                       | 14    | 1     | 1      |
| Atlas F. C. · México              | 1.ª           | 2025-26       | 4     | 1     | 0      | —                | —                | —                | 2                       | 0                       | 0                       | 6     | 1     | 0      |
| Atlas F. C. · México              | Total club    | Total club    | 18    | 2     | 1      | 0                | 0                | 0                | 2                       | 0                       | 0                       | 20    | 2     | 1      |
| Total carrera                     | Total carrera | Total carrera | 252   | 54    | 18     | 19               | 3                | 3                | 25                      | 8                       | 5                       | 296   | 65    | 26     |
| 1. 2.                             |               |               |       |       |        |                  |                  |                  |                         |                         |                         |       |       |        |

## Palmarés

### Campeonatos nacionales
| Título                      | Club                   | País    | Año  |
| --------------------------- | ---------------------- | ------- | ---- |
| Segunda División de Uruguay | Montevideo City Torque | Uruguay | 2019 |